# ناحیه گرمیان
ناحیه گرمیان (به عربی: إدارة کرمیان) یک منطقهٔ مسکونی در عراق است که در اقلیم کردستان عراق واقع شده‌است. ناحیه گرمیان ۲۳۱ متر بالاتر از سطح دریا واقع شده‌است.